# Vollenschier
Vollenschier ist ein Ortsteil der Ortschaft Wittenmoor der Hansestadt Stendal im Landkreis Stendal in Sachsen-Anhalt (Deutschland).

## Geographie

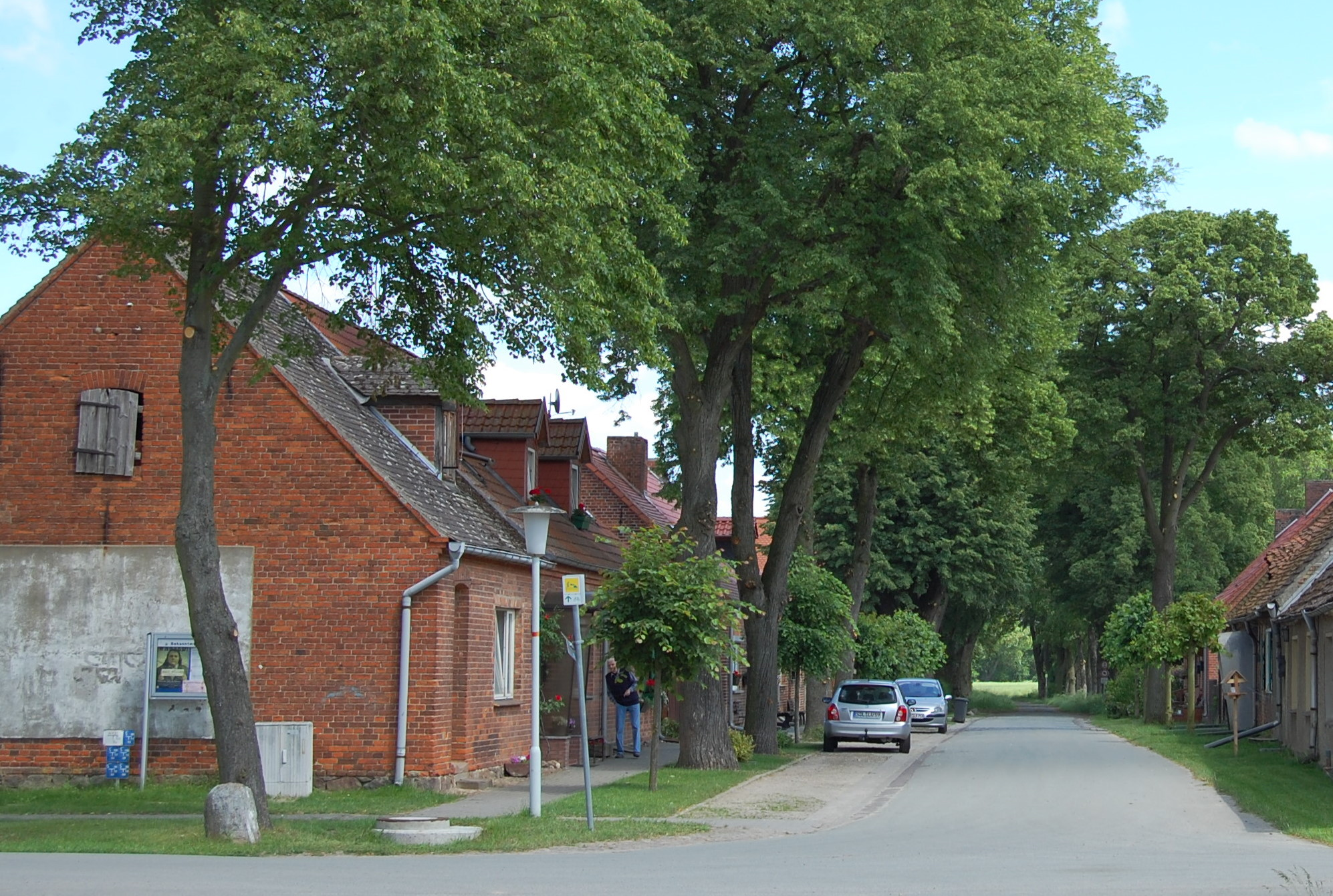
Straße „Zum Gänseteich“ in Vollenschier

Vollenschier, ein ehemaliges Gutsdorf mit Kirche, liegt südwestlich von Wittenmoor und 15 Kilometer südwestlich von Stendal am Nordrand der Colbitz-Letzlinger Heide. Das Dorf ist umgeben vom Landschaftsschutzgebiet „Uchte-Tangerquellen und Waldgebiete nördlich von Uchtspringe“.
Nachbarorte sind Uchtspringe und Staats im Westen, Vinzelberg im Nordwesten, Kröpelwarthe und Nahrstedt im Norden, Wittenmoor im Nordosten sowie Ottersburg und Windberge im Südosten.

## Geschichte

### Mittelalter bis Neuzeit
Im Jahre 1251 wurde das Dorf Volenschere erstmals erwähnt, als das Kloster Neuendorf die benachbarte wüste Feldmark Vethwe den Bauern von Vollenschier per Erbpachtsvertrag überließ, wobei auf ein mögliches Wüstwerden des Dorfes Rücksicht genommen wurde. Es ist zu vermuten, dass das Dorf bald danach wüst war, denn 1278 wurde ein Peter von Voldenscher in Wollenrade genannt. Die Adelsfamilie von Voldenscher oder Vollenschier hatte möglicherweise ihren Stammsitz frühzeitig verlassen. Die Familie ist 1626 ausgestorben.
Im Landbuch der Mark Brandenburg von 1375 wird das Dorf als Volentscher aufgeführt, das ganze Dorf war wüst gewesen. Es umfasste 36 Hufen, von denen der Pfarrer 2 Hufen hatte und 12 Hufen noch wüst waren. Das Dorf wurde 1375 von 5 Bauern mit 12 Hufen wieder bewirtschaftet, welche ein, zwei oder drei Freijahre hatten.
Aber das Dorf wurde wieder wüst. Die Stendaler Bürger Ebeling und Lemke Ebeling verkauften 1391 an Dekan und Kapitel von St. Nikolaus in Stendal mit Zustimmung des zuständigen Archidiakons eine kleine Glocke von der Kirche des wüsten Dorfes Volenscher. 1484 erhielt Gebhard von Alvensleben die wuste dorfstedt zu voldenscher als Lehen. 1598 hieß es das wuste dorff Voldenschier. 
1670 verkaufte nun Jacob von Alvensleben mit Genehmigung seiner Brüder die wüste Feldmark an den Georg Wilhelm Scharden wiederkäuflich auf 20 Jahre. Scharden, dem auch die Kröpelwarthe gehörte, ließ ein Vorwerk und später das Gut Vollenschier anlegen, das 1719 wieder den von Alvensleben gehörte.
1708 gab es eine Schäferei auf der wüsten Feldmark, 1711 lebte dort ein Pachtschäfer. 1775 gab es dann das adlige Gut Vollenschier oder Wollenscher.
Vollenschier wechselte dann häufig den Besitzer. Ab dem 18. Jahrhundert sind als Eigentümer Oberamtmann Giesecke, Adolf von Miakowsky und zuletzt Friedrich Wilhelm Karl von Kröchern überliefert. Die Familie von Kröchern war von 1854 bis 1907 Eigentümer. Der noch heute erhaltene Gutshof Vollenschier wurde in der Mitte des 18. Jahrhunderts erbaut. Vollenschier verfügte über eine eigene Schule. 1869 wurde das zum Gut gehörende Schloss Vollenschier gebaut.
Ab 1870 bestand unweit des Dorfes eine Ziegelei, die vor Ort gewonnenen Lehm zu Steinen verarbeitete.
Im Zweiten Weltkrieg kamen Flüchtlinge aus Duisburg im Ort unter. Die Einwohnerzahl stieg dabei zeitweise auf über 300 Personen an. Im Sommer 1945 wurde das Gut enteignet und als Volksgut weitergeführt. Nach dem Ende der DDR wurde der Betrieb des Gutes 1990/1991 zunächst eingestellt. Später wurde das Gut privatisiert und ab 2004 wieder landwirtschaftlich genutzt.

### Kröpelwarthe
Zum Schutz vor Überfällen wurden durch den Stendaler Magistrat die einen Kilometer nördlich des Dorfes liegende Kröpelwarthe und die sechs Kilometer nordwestlich liegende Deetzer Warte erbaut, die zu einem sich von Klinke bis Ottersburg ziehenden Schanzenwall gehörten. Beckmann schrieb 1753, dass der Magistrat die beiden Warten im Jahre 1409 erbauen ließ. Während der Wall bei Vollenschier in Resten noch heute erhalten ist, wurde die Kröpelwarthe 1834 abgerissen. 

### Herkunft des Ortsnamens
Der Name des Orts ist deutschen Ursprungs. Abgeleitet von den Begriffen „Volenschere“, „volmerschere“ und „volensher“ weist der Ortsname auf die lange in der Gegend betriebene Schafzucht hin. Das Wappen der von Vollschier, die in Wollenrade lebten, soll nach Angaben von Ledebur eine Schafschere, wörtlich: „ein Krump- oder Wollenscheer-Eisen“ gezeigt haben. Das Wappen im Siebmacher zeigt allerdings einen Anker oder ein Wolfseisen.

### Eingemeindungen
Ursprünglich gehörte das Rittergut Vollenschier zum Tangermündeschen Kreis der Mark Brandenburg in der Altmark. Zwischen 1807 und 1813 lag es im Kanton Lüderitz auf dem Territorium des napoleonischen Königreichs Westphalen. Nach weiteren Änderungen gehörte das Gut ab 1816 zum Kreis Gardelegen, dem späteren Landkreis Gardelegen.
1885 war Vollenschier kein Rittergut mehr, sondern eine Landgemeinde. Nach 1895 wurde die Kröpelwarthe der Gemeinde zugeordnet. 1909 wurde einige Grundstücke der Gemeinde an Staats und Vinzelberg abgetreten. Am 1. April 1910 wurde die Landgemeinde Vollenschier mit ihrem Wohnplatz Kröpelwarthe in einen Gutsbezirk umgewandelt. Am 30. September 1928 wurde der Gutsbezirk Vollenschier mit der Landgemeinde Staats zur Landgemeinde Staats vereinigt. Bereits am 1. Mai 1932 wurde die Landgemeinde Vollenschier aus dem Ortsteil Vollenschier der Landgemeinde Staats neu gebildet.
Am 25. Juli 1952 kam die Gemeinde Vollenschier aus dem Landkreis Gardelegen zum neuen Kreis Stendal. Am 1. Januar 1957 erfolgte die Auflösung der Gemeinde Vollenschier durch Eingemeindung in die Gemeinde Wittenmoor. Am 1. Januar 2010 erfolgte Eingemeindung von Wittenmoor nach Stendal. Vollenschier kam damit als Ortsteil zur Hansestadt Stendal und zur neu errichteten Ortschaft Wittenmoor.

### Einwohnerentwicklung
| Jahr | Einwohner |
| ---- | --------- |
| 1772 | 013       |
| 1790 | 051       |
| 1798 | 061       |
| 1801 | 061       |
| 1818 | 075       |
| 1840 | 104       |

| Jahr | Einwohner |
| ---- | --------- |
| 1864 | 104       |
| 1871 | 117       |
| 1885 | 126       |
| 1895 | 150       |
| 1905 | 143       |
| 1939 | 143       |

| Jahr | Einwohner |
| ---- | --------- |
| 1946 | 243       |
| 2013 | [00]058   |
| 2014 | [00]061   |
| 2018 | [00]54    |
| 2019 | [00]54    |
| 2021 | [00]47    |

| Jahr | Einwohner |
| ---- | --------- |
| 2022 | [00]50    |
| 2023 | [0]46     |

Quelle, wenn nicht angegeben, bis 1946:

## Religion
- Die evangelische Kirchengemeinde Vollenschier gehörte früher zur Pfarrei Staats bei Vinzelberg.[25] Sie wird heute betreut vom Pfarrbereich Kloster Neuendorf im Kirchenkreis Salzwedel im Bischofssprengel Magdeburg der Evangelischen Kirche in Mitteldeutschland.[26] Die ältesten überlieferten Kirchenbücher für Vollenschier stammen aus dem Jahre 1655.[27]
- Die katholischen Christen gehören zur Pfarrei St. Anna in Stendal im Dekanat Stendal im Bistum Magdeburg.[28]

## Kultur und Sehenswürdigkeiten
- Die evangelische Gutskirche Vollenschier wurde von 1875 bis 1877 von Conrad Wilhelm Hase im Auftrag der Familie von Kröcher erbaut. Erst 1992 wurde sie unter Denkmalschutz gestellt.[29][4] Der Förderverein „Vollenschierer Kirche“ kümmert sich um die Erhaltung und Sanierung der Kirche,[30] deren originale Inneneinrichtung erhalten ist. Das Dach wurde saniert, dann die Fassade, das Turmdach, die Buntglasfenster und die Orgelempore.[31]
- Der Ortsfriedhof ist auf dem Kirchhof.
- Der Gutspark Vollenschier ist seit 1971 ein geschützter Park.[5]